# C club
Srbska pevka narodno-zabavne glasbe, Svetlana Ražnatović - Ceca je 25. junija 2012 objavila dopolnjeno različico zgoščenke Ljubav živi z naslovom C club. Album vsebuje 2 nova singla in 4 novo oblikovane pesmi s predhodne zgoščenke. 
Pevka je skupaj z zgoščenko objavila tudi posebno revijo Ceca specijal. 

## Seznam skladb
| Št.             | Naslov                            | Besedilo                                | Glasba                     | Dolžina |
| --------------- | --------------------------------- | --------------------------------------- | -------------------------- | ------- |
| 1.              | „Probudi me kad bude gotovo‟      | Marina Tucaković                        | Aleksandar Milić - Mili    | 03:45   |
| 2.              | „Zagrljaj‟                        | M. Tucaković                            | A. Milić - Mili            | 04:13   |
| 3.              | „Sve što imam i nemam C-club mix‟ | M. Tucaković                            | A. Milić-Mili, B. Krstajić | 04:13   |
| 4.              | „Igračka samoće C-club mix‟       | M. Tucaković                            | A. Milić-Mili, B. Krstajić | 04:05   |
| 5.              | „Ona C-club mix‟                  | M. Tucaković, Lj. Jorgovanović          | A. Milić-Mili, B. Krstajić | 03:17   |
| 6.              | „Nije mi dobro C-club mix‟        | M. Tucaković, G. Urek, Lj. Jorgovanović | A. Milić-Mili, B. Krstajić | 03:53   |
| Skupna dolžina: | Skupna dolžina:                   | Skupna dolžina:                         | Skupna dolžina:            | 23:41   |

## Promocija zgoščenke
Prva koncertna promocija zgoščenke se je zgodila na turneji Ljubav živi (turneja).

## Naklada zgoščenke
Prva naklada albuma C club je štela 80.000 izvodov. 

## Zgodovina objave zgoščenke
| Država               | Datum           | Založba        | Oblika |
| -------------------- | --------------- | -------------- | ------ |
| Srbija               | 25. junij, 2012 | Miligram Music | CD     |
| Bosna in Hercegovina | 25. junij, 2012 | Miligram Music | CD     |
| Makedonija           | 25. junij, 2012 | Miligram Music | CD     |
| Črna gora            | 25. junij, 2012 | Miligram Music | CD     |
| Slovenija            | 25. junij, 2012 | Miligram Music | CD     |

## Ostale informacije
Založba: MiligramMusic 
Nosilec: 1 / CD
Leto izida: 2012